# شوجورو سوجيمارا
شوجورو سوجيمارا (باليابانية: 杉村 正二郎) (مواليد 4 أبريل 1905)، هو لاعب كرة قدم ياباني سابق كان يلعب كلاعب وسط. سبق له أن لعب مع منتخب اليابان.

## وصلات خارجية
- شوجورو سوجيمارا على موقع ناشيونال فوتبول تيمز (الإنجليزية)

- National Football Teams
- Japan National Football Team Database